# Красіміра Стоянова
Красіміра Стоянова (болг. Красимира Стоянова; нар. 16 серпня 1962, Велико-Тирново, Народна Республіка Болгарія) — болгарська оперна співачка (сопрано). 

## Записи
- Верді, "Отело", CD
- "Євгеній Онєгін", ROH CG, DVD